# Petr Brandl
Petr (Peter) Brandl, nemško-češki poznobaročni slikar, * 24. oktober 1668, † 24. september 1739.